# Grenzpreis (Wirtschaft)
Als Grenzpreis (englisch marginal price) wird in den Wirtschaftswissenschaften jener Preis genannt, den ein Verkäufer mindestens verlangen sollte oder den der Käufer höchstens zu zahlen bereit ist.

## Allgemeines
Diese Definition berücksichtigt mögliche Verhandlungsspielräume, die bei Verkäufern und Käufern meistens vorhanden sind.
Die Wirtschaftswissenschaften kennen viele Komposita wie Grenzertrag, Grenzgewinn, Grenzkosten, Grenznutzen oder Grenzprodukt, denen gemeinsam ist, dass es um den Zuwachs geht, der durch den Einsatz einer weiteren Einheit einer ökonomischen Größe erzielt oder aufgewendet wird. Soll der Grenzpreis in dieser Form definiert werden, so gibt er entsprechend an, welcher Preis für das nächste zu kaufende Produkt oder die nächste zu erwerbende Dienstleistung zu entrichten ist. Für den Verkäufer ist der Grenzpreis gleich dem Preis, bei welchem der Verkauf weder „vorteilhaft“ noch „nachteilig“ ist; liegt der erzielte Preis höher oder niedriger, ist der Verkauf vorteilhaft bzw. nachteilig (Preisuntergrenze). Der vom Verkäufer erzielte Preis führt zu Umsatzerlösen (Erträgen, Faktoreinkommen). Das Gleiche gilt umgekehrt für den Käufer. Für ihn stellt der Preis Kosten dar (Anschaffungskosten, Faktorkosten), die ihm einen bestimmten Nutzen stiften sollen. Liegt der Nutzen über dem Preis, ist der Kauf vorteilhaft, liegt er darunter, ist der Kauf nachteilig (negativer Grenznutzen: „Übel“).
Der Grenzpreis spielt unter anderem eine Rolle bei der Unternehmensbewertung, dem Unternehmenskauf und an der Börse.

## Betriebswirtschaftslehre
Aus dem Vergleich zwischen dem Preis eines Handelsobjekts mit einer ökonomischen Größe (etwa dem errechneten Marktwert) – die nicht gleichzeitig auch individueller Grenzpreis ist – lässt sich keine rationale Handlungsempfehlung ableiten:
| Käufersituation          | Betrag in Geldeinheiten | Handlungsempfehlung               |
| ------------------------ | ----------------------- | --------------------------------- |
| Aktueller Marktpreis     | 100                     | keine                             |
| Errechneter Marktwert    | 105                     | Kaufen ! (Unterbewertung)         |
| Individueller Grenzpreis | 95                      | Nicht kaufen ! Alternative wählen |

| Verkäufersituation       | Betrag in Geldeinheiten | Handlungsempfehlung                  |
| ------------------------ | ----------------------- | ------------------------------------ |
| Aktueller Marktpreis     | 100                     | keine                                |
| Errechneter Marktwert    | 95                      | Verkaufen ! (Überbewertung)          |
| Individueller Grenzpreis | 105                     | Nicht verkaufen ! Alternative wählen |

Der Käufer würde irrational handeln, wenn er das Handelsobjekt zum aktuellen Marktpreis von 100 Geldeinheiten kauft, weil er die bessere Alternative zu 95 Geldeinheiten nicht kaufen kann. Dies gilt umgekehrt für den Verkäufer.
Erich Gutenberg beschreibt den Preisintervall in einem Polypol, bei dem es auf unvollkommenen Märkten einen monopolistischen Bereich gibt, der durch einen oberen und unteren Grenzpreis gekennzeichnet ist, wo Preisänderungen nicht zu Nachfrageänderungen führen.
Manfred Jürgen Matschke bezeichnet den Grenzpreis beim Unternehmenskauf als Entscheidungswert. „Der Entscheidungswert ist ein Komplex von Bedingungen, die sich auf die konfliktlösungsrelevanten Sachverhalte beziehen und die im Falle einer Einigung eingehalten sein müssen, damit der nach Realisation der vorgesehenen Handlung erreichbare Grad an Zielerfüllung nicht geringer ist als die ohne die Handlung vom Entscheidungssubjekt erreichbare Zielrealisation“. Ob der Grenzpreis für den Asset Deal größer, kleiner oder gleich dem Grenzpreis für den Share Deal ist (absolute Vorteilhaftigkeit), kann nur durch eine Vielzahl von Fällen unter Berücksichtigung der Besteuerung ermittelt werden. Grenzpreise geben die Grenze der Konzessionsbereitschaft für die anstehenden Verhandlungen an. Die Grenzen der Konzessionsbereitschaft sind intersubjektiv verschieden. Ein Unternehmenskauf kommt nur zustande, wenn der subjektive Grenzpreis des (potentiellen) Käufers höher ist als der subjektive Grenzpreis des (potentiellen) Verkäufers.
Der Aktienkurs als der objektive, markträumende Gleichgewichtspreis aggregiert die subjektiven Grenzpreise einer Vielzahl von Anlegern mit heterogenen, nicht selten entgegengesetzten Erwartungen zu einem objektiven Konsenspreis. Es handelt sich nicht um den Preis, der für das ganze Unternehmen gezahlt würde (bei der gesamten Marktkapitalisierung), sondern um den Grenzpreis für die letzte an einem Handelstag gehandelte Aktie.

## Volkswirtschaftslehre
Im Polypol kann es bei heterogenen Produkten oder Dienstleistungen zu einem monopolistischen Bereich kommen, in welchem Mengenänderungen nicht zu Preisänderungen führen. Erst wenn der obere Grenzpreis überschritten wird, wandern Nachfrager ab, bei Unterschreiten des unteren Grenzpreises steigt die Nachfrage.